# K136 Kooryong
K136 Kooryong— південнокорейська реактивна система залпового вогню калібру 130 мм на колісному шасі.

## Розробка
K136 Kooryong розроблялася з 1973 по 1978 рік як відповідь на північнокорейські БМ-21 «Град». На озброєння була прийнята у 1981р.

## Опис
K136 Kooryong має пускову установку на 36 снарядів. Основними снарядами є К30 з максимальною дальністю 23 км і К33 з максимальною дальністю 36 км. Також може використовувати снаряди K37, які мають таку саму дальність як і К30, але є потужнішими.